# Butcher's Crossing
Butcher's Crossing è il secondo romanzo dello scrittore statunitense John Edward Williams, pubblicato nel 1960.

## Trama
William Andrews è uno studente di Harvard che, ispirato dalla filosofia di Ralph Waldo Emerson, decide di prendersi una pausa dagli studi e vivere un'avventura nel Far West. Giunto nella cittadina di frontiera Butcher's Crossing, capitale locale della lavorazione e commercio delle pelli di bufalo, William rifiuta il lavoro d'ufficio offertogli da J.D. McDonald, un amico del padre, preferendo unirsi a una spedizione di caccia al bisonte guidata dall'esperto cacciatore Miller e che comprende anche il pio e menomato Charley Hoge e il pellettiere Fred Schneider. I quattro sono diretti in una sperduta valle del Montana in cui anni prima Miller aveva visto un enorme branco di bufali selvaggi, che ora è deciso a ritrovare e sterminare. Dopo un viaggio impervio, i quattro arrivano nella valle, dove danno inizio alla mattanza degli animali: Miller, in particolare, compie un'autentica carneficina, uccidendone oltre un centinaio ogni giorno e deciso a non lasciare la valle finché l'ultimo bisonte non sarà stato ucciso e scuoiato. 
Sorpresi da una tormenta di neve, i quattro sono costretti a rimanere nella valle per tutto l'inverno in situazione meteorologiche estreme. Durante il viaggio di ritorno la tragedia si abbatte su di loro mentre tentano di guadare un fiume: Schneider rimane ucciso e le centinaia di pelli faticosamente accumulate vengono portate via dalla corrente. Tornati a Butcher's Crossing, i tre trovano la città semideserta: la ferrovia tanto attesa è stata costruita cinquanta miglia più in là e durante la loro assenza il mercato delle pelli di bisonte era crollato, rovinando la cittadina. Mentre Miller parte per altre spedizione, William intraprende una breve relazione con la prostituta Francine ma, ormai cresciuto e indurito, parte a sua volta da Butcher's Crossing.

## Adattamento cinematografico
Nel 2022 Gabe Polsky ha realizzato l'omonimo adattamento cinematografico del romanzo con Nicolas Cage e Fred Hechinger nei ruoli principali.

## Edizioni italiane
- Butcher's Crossing, traduzione di Stefano Tummolini, Collana Le strade n.217, Roma, Fazi, 8 marzo 2013, ISBN 978-88-641-1281-7.
- Butcher's Crossing, traduzione di Dario Diofebi, Collana Oscar Moderni, Milano, Mondadori, 2023, ISBN 978-88-047-4726-0.